# Contea di Xincheng
La contea di Xincheng (忻城县S, Xīnchéng XiànP) è una contea della Cina, situata nella regione autonoma di Guangxi e amministrata dalla prefettura di Laibin.